# Iszmajil Szillah
Iszmajil Szillah  (ukránul: Ісмаїл Сіллах; Zaporizzsja, 1985. február 9. ) ukrán amatőr ökölvívó. 
Édesapja Sierra Leone-i.

## Amatőr eredményei
- 2004-ben középsúlyú ukrán bajnok.
- 2005-ben középsúlyú ukrán bajnok.
- 2005-ben ezüstérmes a világbajnokságon középsúlyban. A döntőben a orosz Matvej Korobovtól szenvedett vereséget.
- 2006-ban ezüstérmes az Európa-bajnokságon félnehézsúlyban. A döntőben az orosz Artur Beterbijevtól kapott ki.
- 2007-ben a világbajnokságon az előselejtező mérkőzésen  25:27 arányú pontozásos vereséget szenvedett az amerikai Christopher Downstól.

## Profi karrierje
2008. július 18-án vívta első profi mérkőzését.